# 保衛戰隊之出動喇！朋友！
《保衞戰隊之出動喇！朋友！》（前稱《小雙俠》），是香港導演黃精甫於2011年完成的香港電影，由麥浚龍、鄧麗欣、林家棟主演，陳自強監製。本片亦是黃精甫、麥浚龍兩人繼《復仇者之死》後再度合作。於2011年10月11日正式上映。
片中出現了日本機械人動畫《宇宙大帝God Sigma》的機械人身影，並採用了當時張國榮主唱的中文版主題曲《宇宙大帝》作本片的主題曲，片頭字幕更模仿了該動畫的開場片段。片中所出現的God Sigma機械人肖像也得到東映公司授權使用。
本片為2011年香港亞洲電影節參展作品。
本片亦為陳自強、麥浚龍所新成立的晉弘影業有限公司的創業作。

## 創作起源
黃精甫直言在小時候受《宇宙大帝God Sigma》的影響，引發他拍本片時「將打壞蛋、消滅壞人的情節以真人版拍出來，鼓勵觀眾以實際行動伸張正義。」

## 故事
|  | 呢個世界，英雄原來無處不在 |

小雙自幼喪父，心裡壓抑正義，只相信自己的拳頭。大鵬是他的唯一朋友，時刻妄想保護地球。在宿命般得安排下，小雙加入松元集團，遇上率性的安妮，暗中保護自己多年的神秘人，加上一班村霸好朋友，吹起反擊的集結號，他們推小雙為領袖，奇蹟接肢，向惡人進行復仇。只是，小雙這次再出擊，一定要打得別有意義，除了要重新拾起那份與生俱來的正義感，還要迎戰當年對父親見死不救的警員。

## 演員
- 麥浚龍 飾 李小雙，本片主角，從小有正義感，但是信念因小時候父親之死而動搖過。原茶餐廳夥計，後加入了松本集團。
- 鄧麗欣 飾 安妮，黑幫組織松本集團的太子女。
- 溫超 飾 大鵬，性格戅直，時常夢想和小雙成立保衞戰隊。
- 夏文汐 飾 小雙母親，小巴司機，自小雙父親死後一直母兼父職。
- 林嘉華 飾 小雙父親，在小雙小時候因一次阻擋匪徒作案而慘被當場射殺。
- 林家棟 飾 鄺盛，原為松本集團的保安主管，後因黑吃黑而殺掉老闆及自己的同僚。
- 曹格 飾 暗中保護小雙的警察
- 王羽 飾 黑幫組織松本集團的老闆，安妮之父。
- 盧惠光 飾 松本集團保鑣
- 錢小豪 飾 松本集團保鑣
- 何華超 飾 松本集團保鑣
- 黃德斌 飾 松本集團保鑣

## 工作人員
- 導演：黃精甫
- 編劇：黎德堅、甄栢榮
- 動作指導：李忠志
- 監製：陳自強、麥浚龍
- 攝影指導：王金城 (HKSC)
- 燈光指導：胡天恩
- 剪接：張嘉輝 (HKSE)、黃精甫
- 美術指導：馮淑芬
- 服裝設計：謝慧欣
- 視覺特效總監：林洪峰（Free-D Workshop）
- 原創音樂：黃英華
- 音響設計：朱致夏（Showreel Film Facilities）
- 出品人：陳自強
- 製片：黃立德

## 外部連結
- 開眼電影網上《保衛戰隊之出動喇！朋友！》的資料（繁體中文）
- 香港影庫上《保衛戰隊之出動喇！朋友！》的資料（繁體中文）
- 豆瓣电影上《保衛戰隊之出動喇！朋友！》的資料 （简体中文）
- 时光网上《保衛戰隊之出動喇！朋友！》的資料（简体中文）
- AllMovie上《保衛戰隊之出動喇！朋友！》的资料（英文）
- 爛番茄上《保衛戰隊之出動喇！朋友！》的資料（英文）
- 互联网电影数据库（IMDb）上《保衛戰隊之出動喇！朋友！》的资料（英文）